# هو يونغ ساينغ
هيو يونغ سينغ (허영생 ) ولد 3 نوفمبر 1986 , مغني كوري .
ولد في جنوب إقليم جولا Chalong في كوريا، وتعلم في جامعة الفنون المسرحية شرق سول , وهو عضو من أعضاء الفرقة الكورية دبل إس فايف أو ون والمعروفة بـ ( تريبل S ) .
بدأ نشاطه الغنائي في 8 يونيو 2005, له العديد من الألبومات مع دبل إس فايف أو ون و بعض الألبومات المنفردة .

## المسيرة الفنية
يلقب بـ الأمير ( البرنس ) , ويأخذ دور المغني الرئيسي في دبل إس فايف أو ون . من ألبوماته مع فرقته :
1- بيكوز آي ام ستوبيد ( لأنني غبي )
2- يور مان ( رجلك )
3- ديجا فو ( شوهد من قبل )
4- الاغنية تناديك
5- فايند
6- لوف لايك ذيس ( حب مثل هذا )
7_ سولو كوليكشن (دراما)
7- اونلي ون داي ( فقط يوم واحد )
8- كريزي فور يو ( مجنون لاجلك )
9- لوف يا ( أحبك )
10- اونلوك ( مغلق )
11- اربع فرص

## روابط خارجية
- هو يونغ ساينغ على موقع IMDb (الإنجليزية)
- هو يونغ ساينغ على موقع ميوزك برينز (الإنجليزية)
- هو يونغ ساينغ على موقع كينوبويسك (الروسية)